# 18949 Tumaneng
18949 Tumaneng (2000 QX85) là một tiểu hành tinh vành đai chính được phát hiện ngày 25 tháng 8 năm 2000 bởi Nhóm nghiên cứu tiểu hành tinh gần Trái Đất phòng thí nghiệm Lincoln ở Socorro.